# Бобровка (Казахстан)
Бобро́вка (каз. Бобровка) — село у складі Глибоківського району Східноказахстанської області Казахстану. Адміністративний центр Бобровського сільського округу.
Населення — 2167 осіб (2021; 2096 у 2009, 2077 у 1999, 2199 у 1989).
Національний склад станом на 1989 рік:
- росіяни — 100 %